# Щеблыгин, Сергей Евгеньевич
Сергей Евгеньевич Щеблыгин (род. 17 августа 1956) — российский государственный и общественный деятель. Член Совета Федерации России, представитель от законодательного (представительного) органа государственной власти Орловской области, заместитель председателя Комитета Совета Федерации по образованию и науке, член Комиссии Совета Федерации по естественным монополиям, член Комиссии Совета Федерации по культуре (2001—2016). Кандидат исторических наук.

## Биография
В 1980 году с отличием окончил исторический факультет МГУ имени М. В. Ломоносова по кафедре истории КПСС по специальности «историк», а 1983 году там же аспирантуру.
В 1983—1991 годах преподаватель истории в Московской высшей партийной школе.
В 1990 году в Московской высшей партийной школе под научным руководством доктора исторических наук, профессора С. В. Кулешова защитил диссертацию на соискание учёной степени кандидата исторических наук по теме «Разработка В. И. Лениным концепции новой экономической политики (1917—1923 гг.)» (специальность 07.00.01 — история КПСС). Официальные оппоненты — доктор исторических наук, профессор И. Е. Горелов и кандидат исторических наук Н. С. Симонов. Ведущая организация — Институт истории партии МГК И МК КПСС.
С 1992 года — соучредитель Фонда Святого Всехвального апостола Андрея Первозванного
С декабря 2001 года — Великий командор Ордена православных рыцарей Святого Гроба
С 2002 года — член правления Общественного фонда «Центр национальной славы России».
С 19 января 2006 года — президент Фонда Святого Всехвального апостола Андрея Первозванного.
Председатель Совета благотворительного фонда социальной помощи детям «Расправь крылья!».
С 2013 года — директор Фонда целевого капитала «Истоки».

## Награды
- Орден Почёта (2014)
- Орден Дружбы (1999)
- Юбилейная медаль «МПА СНГ. 25 лет» (13 октября 2017 года) — за заслуги в деле развития и укрепления парламентаризма, за вклад в развитие и совершенствование правовых основ функционирования Содружества Независимых Государств, укрепление международных связей и межпарламентского сотрудничества[5]